# 함중아
함중아(咸重兒, 존슨 함(Johnson Hahm), 1952년 5월 13일 ~ 2019년 11월 1일)는 대한민국의 싱어송라이터이다.

## 주요 이력
경상남도 울산군에서 7남매 중 막내로 출생했으며(아버지가 프랑스계 혼혈이라는 썰), 한때 경상북도 포항에서 잠시 유아기를 보낸 적이 있고 이후 혼혈이 아니었음에도 특이한 외모로인해 바로 윗형인 함정필과 경기도 부천 펄벅재단 소사희망원에서 성장했다  신중현에게 기타 사사. 그는 1971년 언더그라운드 라이브 클럽에서 록 음악 가수 첫 데뷔하였으며 함정필, 최동권 등과 함께 1978년 1집을 발표하는 등 록 음악 밴드 활동도 병행을 하였는데 그 후로도 1988년 시절까지 윤수일, 조경수, 유현상, 박일준 등과 함께 언더그라운드 라이브 클럽에서 록 가수 활동으로 인기를 구가한 그는 《내게도 사랑이》, 《풍문으로 들었소》 등의 작품이 공전 히트를 기록하였다.
원래 기타리스트였으나 조용필에게 영향을 받아 보컬로 전향. 
대마초 파동으로 침체된 가요계에 활력을 불어넣음 ..
신장은 171cm이고 체중은 71kg인 그는 골프와 스키에 취미가 있다. 2019년 11월 1일 폐암으로 부산 백병원 응급실에서 사망하였다.

## 학력
1975년에 포항 연일국민학교 졸업(53회)하였으나, 중학생 때 자퇴하였다.

## 논란 관련 사태
기업가를 겸직하기도 한 그는 2002년 해외산 양주 판매 관리법 위반 혐의로 적발된 바 있다.
또, 마약류에 관한 법룰 위반으로 구치소에 수감되기도 했는데, 이는 돈을 목적으로 한 경찰의 행극으로 함중아는 억울하게 옥살이를 했고 현재 해당 경찰은 수감중이라고 한다.

## 디스코그래피

### 음반
- 1978년 3월 함중아와 양키스 《눈 감으면 / 안개속의 두 그림자》
- 1979년 2월 함중아 골든2집 《복돌이 / 잊을 수 없는 사람》
- 1980년 4월 함중아와 양키스 골든디럭스 1집 《풍문으로 들었소 / 내게도사랑이》
- 1980년 8월 함중아와 양키스 골든디럭스 2집 《조용한 이별 / 안개속의 두 그림자》
- 1981년 12월 함중아와 양키스 《국제선 대합실 / 콧날이 찡긋》
- 1982년 3월 함중아 《후회 / 이 생명 다 하도록》
- 1982년 3월 함중아와 무서운아이들 1집 《사랑은 정에 울고 / 아름다운 여인아》
- 1983년 11월 함중아 《이 밤이 새면 / 사이좋게 살겠니》
- 1991년 5월 함중아와 무서운아이들 2집 《나는 의사 / 여자의 얼굴》
- 1992년 3월 함중아 스타앨범 《내게도 사랑이 / 집시 여인》
- 1996년 7월 함중아 《술전쟁 돈전쟁 / 숙향아》
- 2005년 10월 함중아 《잡지마라 / 내 앞에 있는 당신》
- 2009년 9월 함중아 《어리석은 여자》

## 출연작

### TV 프로그램
- 1978년 MBC 《명랑운동회》
- 1978년 KBS 《토요일 오후 6시 쇼》
- 1978년 TBC 《주간 가요대행진》
- 1981년 MBC 《영 일레븐》
- 1993년 KBS 《열린음악회》
- 2000년 KBS 《가요무대》
- 2005년 KBS 《新 TV는 사랑을 싣고》
- 2006년 KBS 《콘서트 7080》
- 2010년 MBC 《아우라》
- 2010년 SBS 《초콜릿》
- 2016년 KBS 《불후의 명곡 - 전설을 노래하다》